# Santa Maria Maior (Chaves)
Santa Maria Maior ist eine Gemeinde (Freguesia) der portugiesischen Stadt Chaves. In ihr leben 11.408 Einwohner (Stand 19. April 2021).

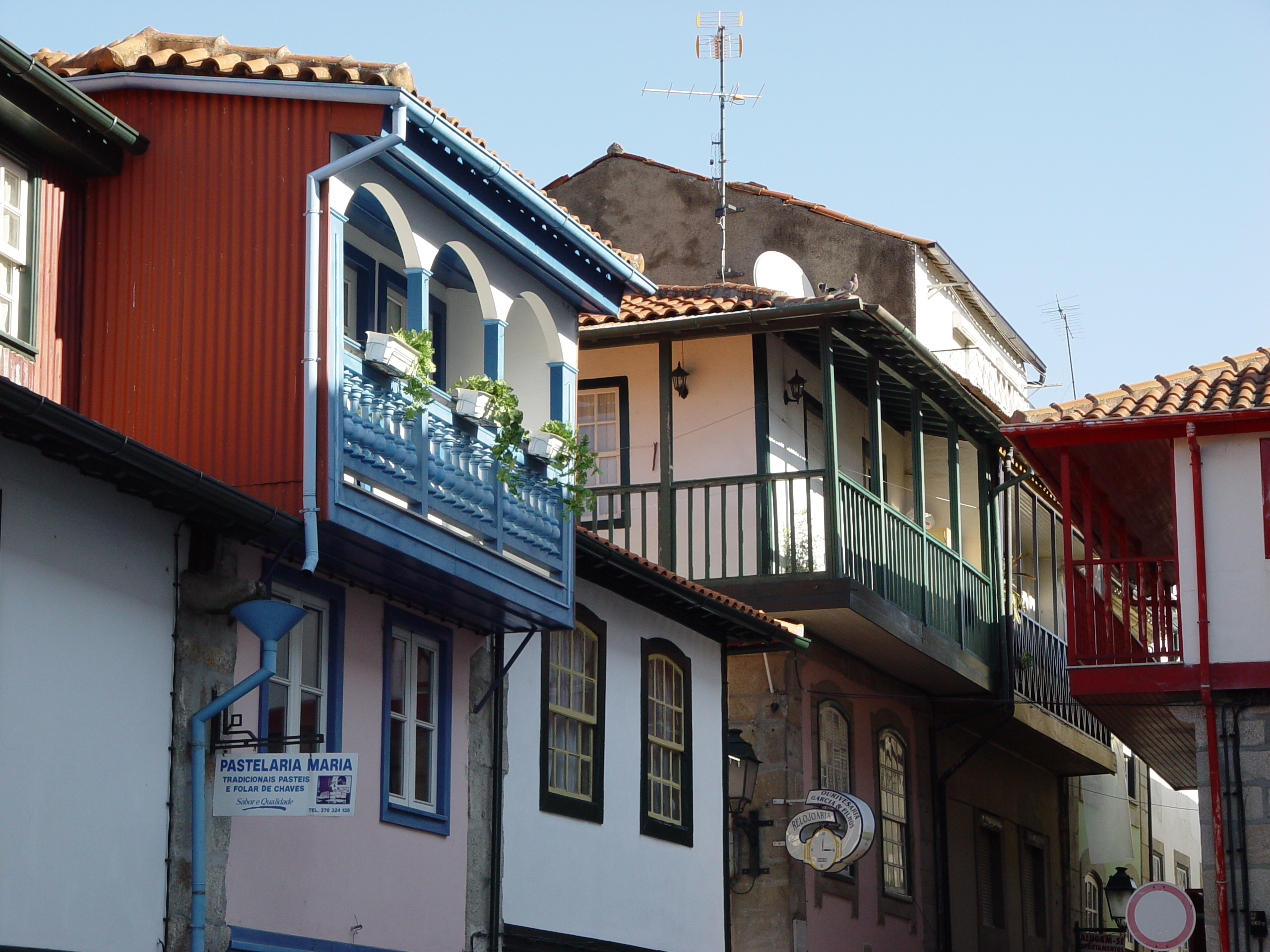
In der historischen Altstadt

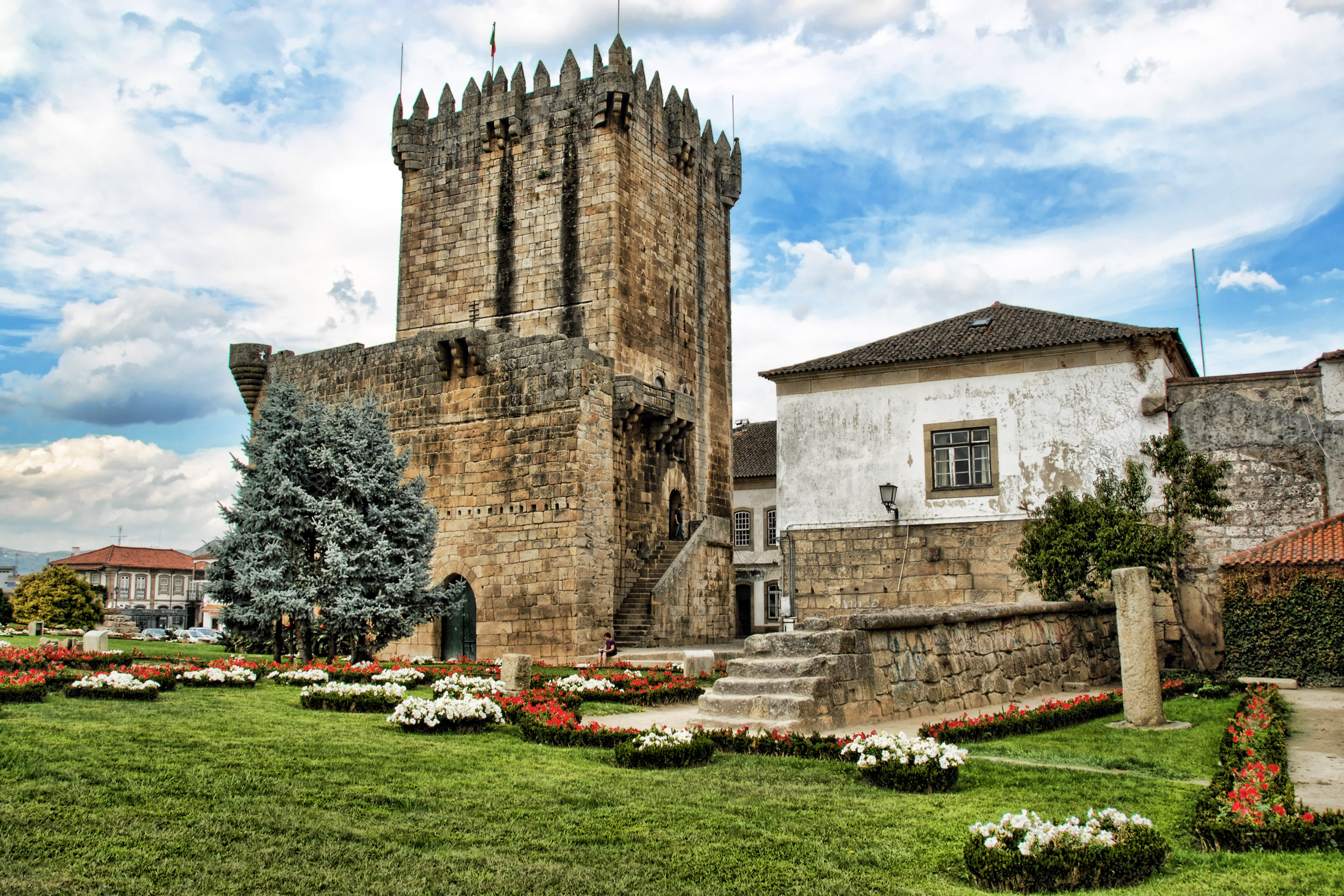
Die Burg (Castelo) von Chaves

## Denkmäler
- Pelourinho de Chaves
- Igreja de Santa Maria Maior (Chaves) oder Igreja Matriz de Chaves
- Castelo de Chaves
- Igreja da Misericórdia